# Reedsville (Virgínia de l'Oest)
Reedsville és una població dels Estats Units a l'estat de Virgínia de l'Oest. Segons el cens del 2000 tenia 517 habitants.

## Demografia
Segons el cens del 2000, Reedsville tenia 517 habitants, 205 habitatges, i 152 famílies. La densitat de població era de 307,1 habitants per km².
Dels 205 habitatges en un 35,6% hi vivien nens de menys de 18 anys, en un 56,1% hi vivien parelles casades, en un 14,1% dones solteres, i en un 25,4% no eren unitats familiars. En el 20,5% dels habitatges hi vivien persones soles el 8,3% de les quals corresponia a persones de 65 anys o més que vivien soles. El nombre mitjà de persones vivint en cada habitatge era de 2,52 i el nombre mitjà de persones que vivien en cada família era de 2,9.
Per edats la població es repartia de la següent manera: un 25% tenia menys de 18 anys, un 9,3% entre 18 i 24, un 30,2% entre 25 i 44, un 24,4% de 45 a 60 i un 11,2% 65 anys o més.
L'edat mediana era de 36 anys. Per cada 100 dones de 18 o més anys hi havia 83,9 homes.
La renda mediana per habitatge era de 32.273 $ i la renda mediana per família de 34.219 $. Els homes tenien una renda mediana de 28.750 $ mentre que les dones 19.688 $. La renda per capita de la població era de 14.332 $. Entorn del 15,7% de les famílies i el 14,2% de la població estaven per davall del llindar de pobresa.

## Poblacions més properes
El següent diagrama mostra les poblacions més properes.